# Warkocz
Warkocz är en kulle i Antarktis. Den ligger i Sydshetlandsöarna. Argentina, Chile och Storbritannien gör anspråk på området. Toppen på Warkocz är 227 meter över havet.
Terrängen runt Warkocz är kuperad. Havet är nära Warkocz västerut. Trakten är glest befolkad. Närmaste befolkade plats är Commandante Ferraz Station, 4,8 kilometer nordväst om Warkocz. 